# Долина Смерти (Мясной Бор)
Доли́на Сме́рти — место к северо-западу от деревни Мясной Бор Новгородской области. Обнаружить его можно по остаткам узкоколейной железной дороги военного времени.
Во время Великой Отечественной войны здесь на относительно небольшом участке погибли сотни тысяч советских, немецких и испанских солдат.
Местность вокруг сильно заболочена, и дорога к Долине Смерти затруднена.

## История
В ходе войны в конце 1941 года в рамках операций по деблокированию Ленинграда Красной армии удалось прорвать оборону немецкой армии около Мясного Бора. В образовавшуюся брешь двинулись бойцы 2-й ударной армии и стали стремительно продвигаться в направлении стратегически важного населённого пункта Любани.
За образовавшийся «коридор» в районе Мясного Бора развернулись ожесточённые бои. Во время этой операции, с декабря 1941 по июнь 1942 года, его ширина менялась от 3-4 км до узкого простреливаемого пространства в 300 м. Сложности в снабжении армии через этот узкий «коридор» обусловили неудачи Красной армии в Любанской операции и привели в конечном счёте к гибели Второй ударной армии.
25 июня 1942 года немецкой армии (в боях принимала активное участие и испанская Голубая дивизия) удалось ликвидировать этот «коридор», в результате чего Вторая ударная армия полностью оказалась в окружении. В ходе попытки вырваться из окружения большая часть солдат армии погибла или попала в плен.
До сих пор в районе Мясного Бора ведутся работы по поиску и дальнейшему захоронению погибших и незахороненных солдат. Здесь отмечена также высокая активность так называемых «чёрных археологов», занятых поиском оружия и ценных вещей.

## Память
19 февраля 1988 года была создана новгородская Поисковая экспедиция «Долина», первым руководителем которой стал журналист Александр Иванович Орлов. В августе 1988 года сотрудниками «Долины» была организована первая крупномасштабная экспедиция с привлечением около 500 поисковиков, в течение 10 дней на местах боёв 2-й Ударной армии было обнаружено 3500 останков павших бойцов.
В 2008—2009 годах по проекту архитектора Владимира Николаевича Воронцова сооружён Мемориальный комплекс с массовыми захоронениями воинов 2-й Ударной, 52-й и 59-й армий у деревни Мясной Бор, на месте прорыва войсками Волховского фронта обороны немецких войск в январе — июне 1942 года. На мемориальном кладбище захоронены останки 39 284 бойцов, найденные в 1958—2022 годах.
Летом 2020 года на 563-м километре трассы М-11 недалеко от деревни Мясной Бор открыли мемориал «Погибшим при защите Отечества».
17 марта 2022 года у группы «Radio Tapok» в альбоме «Наследие» вышел трек «Мясной Бор», описывающий события во времена Великой Отечественной войны.

## Галерея

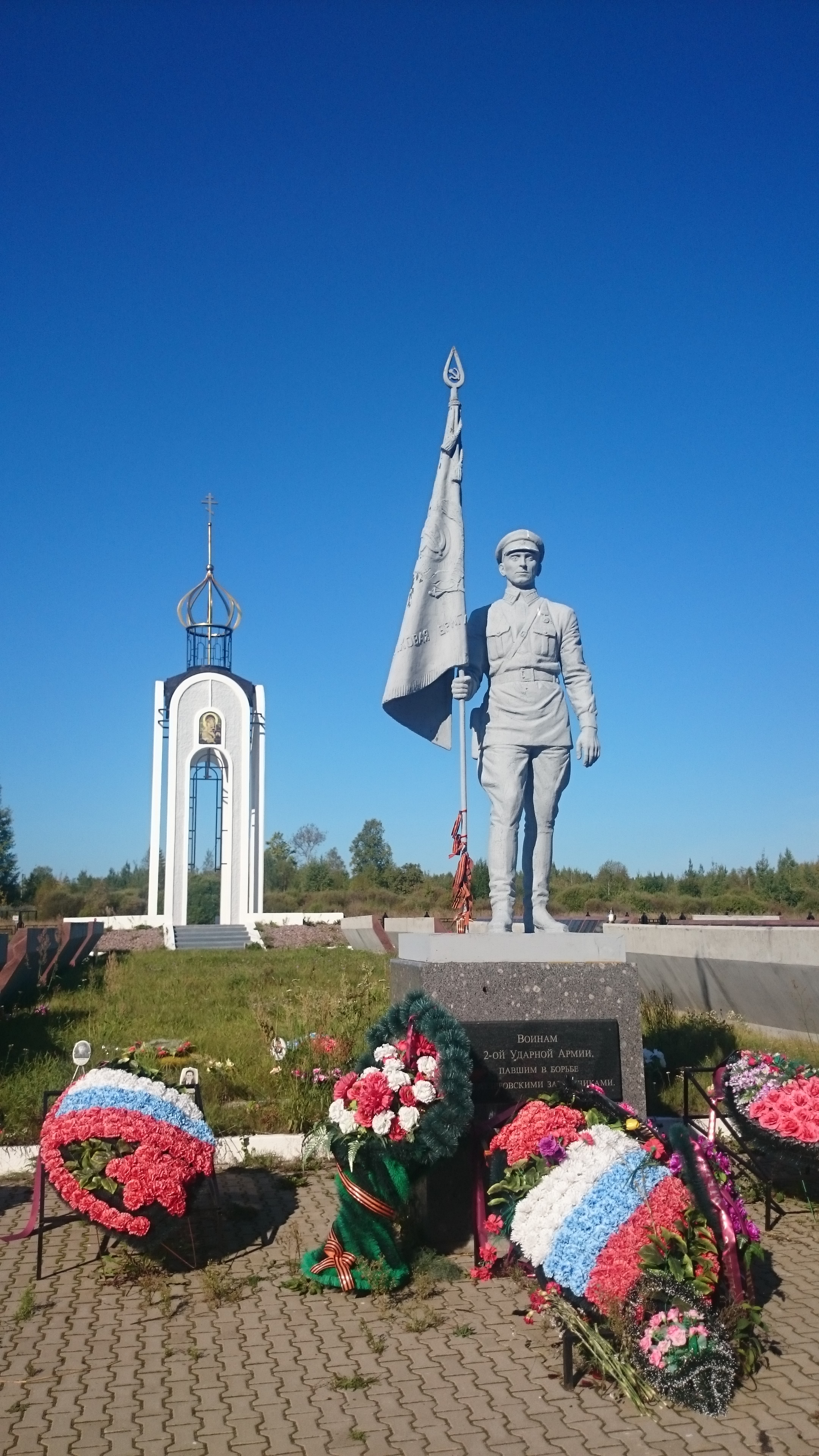
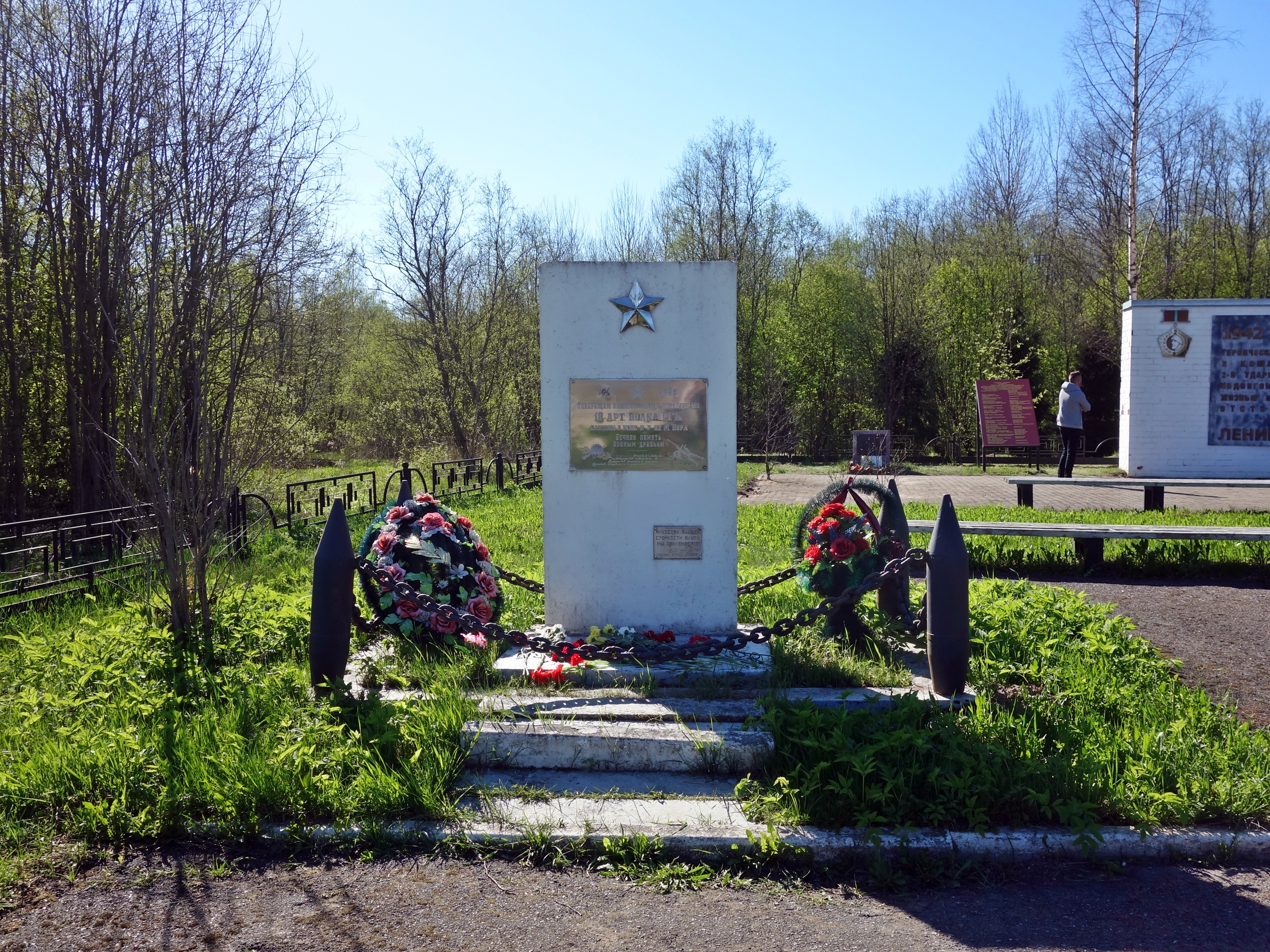
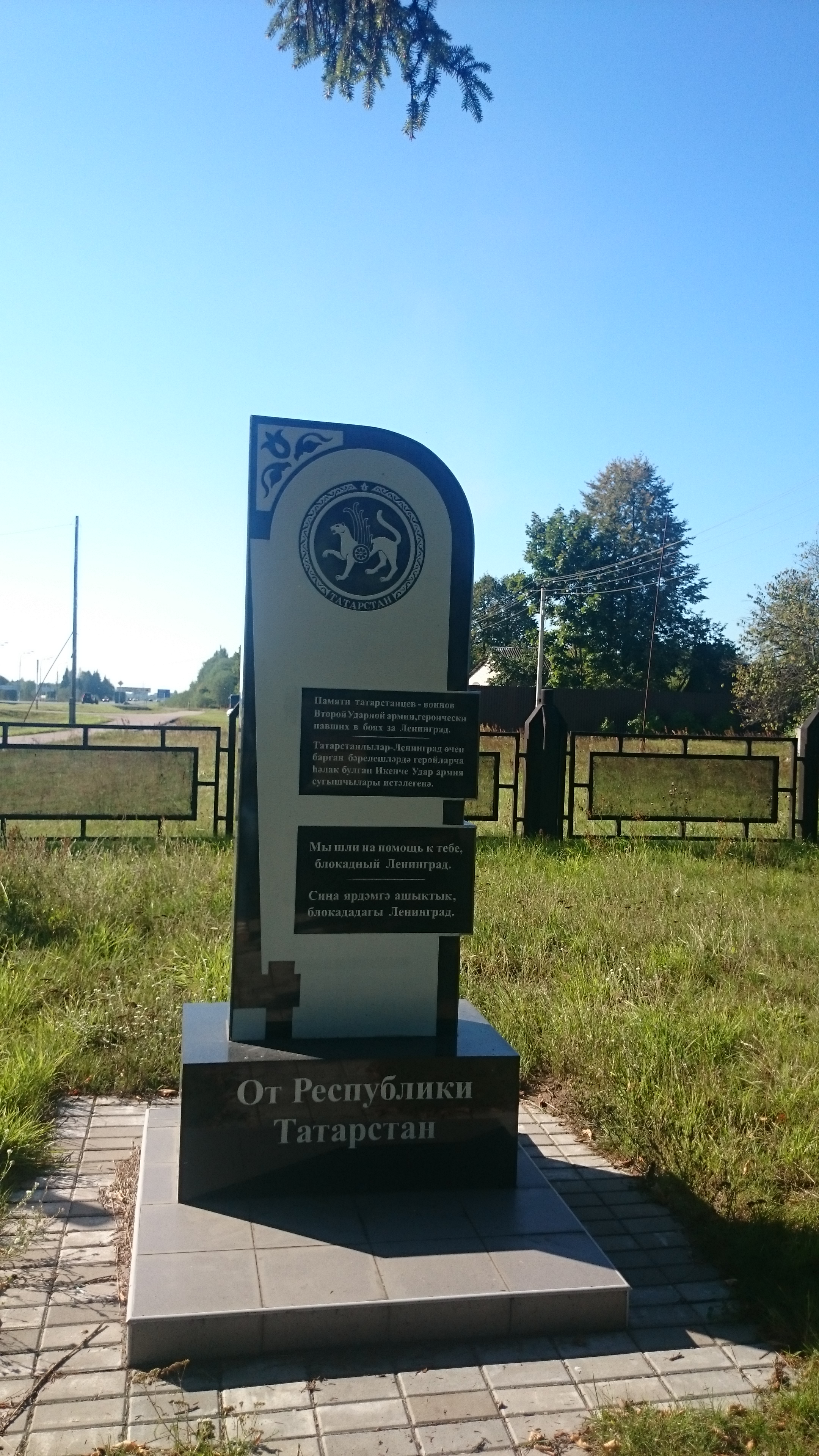